# William Besse
William Besse (* 10. März 1968 in Bruson) ist ein ehemaliger Schweizer Skirennfahrer. Er fuhr hauptsächlich Abfahrten und Super-G. Mit insgesamt vier Siegen und neun weiteren Podestplätzen im Alpinen Skiweltcup gehörte er in den 1990er Jahren zu den besten Abfahrern der Schweiz.

## Biografie
Besse verbrachte seine Kindheit auf dem elterlichen Bergbauernhof im Val de Bagnes im Unterwallis. 1985 ging er auf eigene Kosten nach Las Leñas in Argentinien, um das Sommertraining zu bestreiten. Dort wurde Nationaltrainer Karl Frehsner auf sein Talent aufmerksam und Besse durfte fortan mit der Nationalmannschaft trainieren. Bei den Juniorenweltmeisterschaften 1986 in Bad Kleinkirchheim gewann er die Goldmedaille in der Abfahrt, worauf ihn die Stiftung Schweizer Sporthilfe als Schweizer Nachwuchsathleten des Jahres auszeichnete. In der darauf folgenden Saison entschied er die Abfahrtswertung des Europacups für sich. Ende 1987 kam er erstmals im Weltcup zum Einsatz und holte am 9. Januar 1988 als Siebter der Abfahrt in Val-d’Isère erstmals Weltcuppunkte.
An den Olympischen Winterspielen 1988 konnte er wegen einer gebrochenen Hand nicht teilnehmen. 1989 erreichte er in Vail sein bestes Ergebnis bei Weltmeisterschaften, den fünften Platz in der Abfahrt (hinter dem deutschen Überraschungssieger Hansjörg Tauscher und drei weiteren Schweizern). In der Saison 1989/90 fuhr Besse zwei Podestplätze heraus, die Weltmeisterschaftsabfahrt 1991 in Saalbach-Hinterglemm beendete er als Achter. Vor den Olympischen Winterspielen 1992 konnte er sich in der mannschaftsinternen Qualifikation nicht durchsetzen. Am 6. März 1992 gewann er jedoch in Panorama erstmals eine Weltcup-Abfahrt.
Besses zweiter Weltcupsieg folgte in Gröden auf der Saslong. Die Weltmeisterschaften 1993 in Morioka verliefen für ihn jedoch enttäuschend (Platz 23). Im Januar 1994 feierte er seinen prestigeträchtigsten Sieg, als er in Wengen die Lauberhorn-Abfahrt gewann. Wiederum enttäuschend verliefen jedoch die Olympischen Winterspiele 1994, als er lediglich 16. der Abfahrt wurde und im Super-G ausschied. Der letzte Weltcupsieg seiner Karriere ereignete sich am 16. März 1994 in Vail. In den darauf folgenden Jahren konnte Besse nie mehr ganz sein früheres Leistungsniveau erreichen und erreichte lediglich dreimal einen Podestplatz.
Am Ende der Saison 1998/99 erklärte Besse seinen Rücktritt. Seither leitet er in Verbier eine Skischule und veranstaltet Rennen. Daneben ist er für Télévision Suisse Romande als Berater tätig. Während einigen Monaten im Jahr lebt er in einer einsam gelegenen Holzhütte in der kanadischen Provinz Québec. In seiner Freizeit fertigt er Holzskulpturen mit einer Kettensäge. Besse ist Cousin des Vaters von Skirennfahrer Justin Murisier.

## Erfolge

### Olympische Spiele
- Lillehammer 1994: 16. Abfahrt

### Weltmeisterschaften
- Vail 1989: 5. Abfahrt
- Saalbach 1991: 8. Abfahrt
- Morioka 1993: 23. Abfahrt
- Sierra Nevada 1996: 13. Abfahrt, 27. Super-G
- Sestriere 1997: 13. Abfahrt, 20. Super-G

### Weltcupwertungen
- Saison 1989/90: 4. Abfahrtsweltcup, 6. Kombinationsweltcup
- Saison 1990/91: 9. Abfahrtsweltcup
- Saison 1991/92: 7. Abfahrtsweltcup
- Saison 1992/93: 3. Abfahrtsweltcup
- Saison 1993/94: 5. Abfahrtsweltcup
- Saison 1996/97: 9. Abfahrtsweltcup

### Weltcupsiege
| Datum             | Ort      | Land    | Disziplin |
| ----------------- | -------- | ------- | --------- |
| 6. März 1992      | Panorama | Kanada  | Abfahrt   |
| 11. Dezember 1992 | Gröden   | Italien | Abfahrt   |
| 22. Januar 1994   | Wengen   | Schweiz | Abfahrt   |
| 16. März 1994     | Vail     | USA     | Abfahrt   |

### Europacup
- Saison 1986/87: 1. Abfahrtswertung, 16. Gesamtwertung

### Junioren-Weltmeisterschaften
- Bad Kleinkirchheim 1986: 1. Abfahrt, 35. Riesenslalom

### Weitere Erfolge
- 4 Schweizer Meistertitel (Super-G 1992; Abfahrt 1988, 1992 und 1997)

## Quelle
- Internationales Sportarchiv, Ausgabe 33/1994 (Munzinger-Archiv)